# Kina i olympiska vinterspelen 2006
Kina skickade 78 deltagare till de Olympiska vinterspelen 2006. Av dessa bar skridskoåkaren Yang Yang Kinas flagga vid invigningsceremonin.

## Medaljer

### Guld
- Short track
  - 500 m damer: Meng Wang
- Freestyle
  - Hopp herrar: Han Xiaopeng

### Silver
- Freestyle
  - Hopp damer: Li Nina
- Konståkning
  - Par: Zhang Dan och Zhang Hao
- Short track
  - 1 000 m damer: Meng Wang
  - 500 m damer: Wang Manli

### Brons
- Konståkning
  - Par: Shen Xue och Zhao Hongbo
- Short track
  - 1 000 m damer: Yang Yang (A)
  - 1 500 m herrar: Li Jiajun
  - 1 500 m damer: Wang Meng
  - 500 m damer: Ren Hui